# Tartana
(Giacomo Puccini, Tosca, atto terzo)

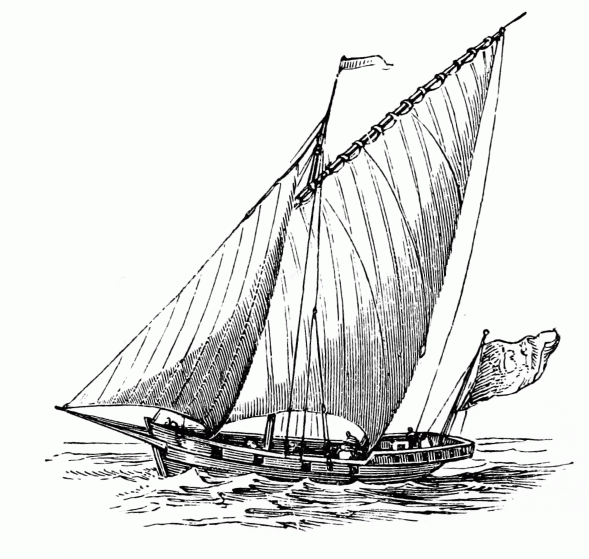
Tartana del XIX secolo in una incisione

La tartana è un'imbarcazione a vela dotata di un unico albero a calcese con vela latina alle volte affiancata da un fiocco. Quando le tartane erano armate con vela quadra, questa veniva indicata come "trevo". Il nome è usato anche per indicare un tipo di rete da pesca.
La tartana generalmente aveva una lunghezza di 16–20 m (fino a 25 secondo altri autori) e un coefficiente di finezza circa 3,5. Veniva spesso utilizzata nel passato sui mari italiani prevalentemente per il cabotaggio e la pesca.
Presenta una stazza media dalle 30 alle 60 tonnellate.

## Le tartane in Mediterraneo
Le tartane hanno operato nel Mediterraneo occidentale dal Medioevo fino all'avvento delle navi a motore. Secondo alcuni studiosi, sulla base di analisi anche linguistiche e letterarie, sarebbero di origine catalana o provenzale e sarebbero state inizialmente di piccole dimensioni. Il termine però è presente anche nella lingua occitana, dove ha anche il significato di poiana, e la presenza di questo tipo di imbarcazione è registrata in quell'arco di mare fra la Catalogna e la Linguadoca in cui pochi e omogenei erano i tipi di imbarcazioni adibiti alla pesca.
Nel XVII secolo è attestato l'uso atlantico da parte della marina di Spagna come mezzo di trasporto ed è riportata nella Architectura Navalis di Joseph Fürttenbach (1629). Nel Settecento invece se ne ha dettagliata descrizione grafica nella Architectura Navalis Mercatoria di Frederik Chapman (1768), che la ritrasse nella versione a due alberi latini. Sempre nel XVIII secolo la tartana fu vastamente impiegata dalla marina di Malta, che ne dotò la flotta dell'Ordine di San Giovanni e addirittura i corsari patentati, i quali riuscivano ad armarci sino a 18 cannoncini. Nel Regno delle Due Sicilie, a cavallo fra Settecento e Ottocento, la tartana rappresenta uno dei natanti preferiti (16 su 109 imbarcazioni totali) ed è registrata fra gli armi più diffusi sin dal XV secolo. Le diverse tradizioni marinare orientavano i porti per preferenze verso l'uno o l'altro tipo di imbarcazione, così mentre la marticana rappresentava il tipo di naviglio prevalente a Procida, nella dirimpettaia Ischia si costruiva praticamente solo la tartana. Il diffuso impiego mercantile comportò peraltro il primato negativo della tartana quanto a tipi di imbarcazioni oggetto di naufragio o di abbordaggio e sequestro per pirateria, dato attestato almeno per quelle di stanza nella costiera amalfitana, ma anche in altre coste la pirateria pareva nutrire per esse buone attenzioni. Per questa ragione le si faceva viaggiare preferibilmente in convoglio, con altre imbarcazioni di scorta. Una tartana toscana, la Stella matutina, vittima di cattura nelle acque di Ventimiglia da parte di uno sciabecco tunisino, fu protagonista nel 1780 di un clamoroso incidente diplomatico fra il Granducato di Toscana e il Regno di Sardegna: i tunisini dopo aver depredato l'imbarcazione la lasciarono alla deriva ormai vuota nei pressi dell'isola di San Pietro, dove fu recuperata dalla marina sarda. Alle richieste di restituzione furono opposte diverse resistenze da parte sabauda, e dopo che il Consolato del mare di Nizza aveva suggerito di restituirla, sebbene contro un indennizzo, i piemontesi riconobbero la qualità di corsari ai tunisini che l'avevano catturata, ed essendo i corsari nemici dei popoli in guerra con essi, esercitavano una riconosciuta sovranità che ben poteva trasferire loro la proprietà di quanto catturato, dunque la tartana era divenuta - secondo i Savoia - tunisina. Sebbene pare sia stata infine riconsegnata, e senza neanche indennizzo, l'incidente segnala intanto gli elevati valori raggiunti da una tartana, capaci di causare un incidente diplomatico; in più la gestione sabauda della questione, con questa interpretazione sfavorevole agli armatori legittimi, causò un precedente giuridico.
Nel Granducato a metà dell'Ottocento la portata di carico medio della tartana andava intorno alle 70~80 tonnellate, con un equipaggio composto di sino a circa 12 uomini. 
Nel neonato Regno d'Italia (dal 1860 al 1886) si attestò su proporzioni comprese tra l'8 ed il 9% del totale di flotta, scendendo al 3,2% solo con il 1905, complice anche la diffusione d'impiego di vela aurica o della combinazione quadra-aurica. Con la tartana venivano progressivamente abbandonate anche il trabaccolo, la feluca, il bove, lo sciabecco, mentre andavano diffondendosi la goletta, il cutter, il brick.
Nell'Ottocento le tartane erano di solito configurate con un albero a calcese, portante una vela latina e uno o due fiocchi; era quasi sempre presente anche una piccola vela quadra da spiegare in caso di maltempo.
Durante la pesca le tartane potevano essere combinate, navigando in coppia, per il traino della rete per la pesca a strascico (più propriamente pesca "a spontiero"), prendendo il nome di paranze.

## La tartanapescareccia
In Adriatico il nome di tartana è stato usato per indicare imbarcazioni lievemente diverse, più simili al bragozzo che non all'imbarcazione più nota nei quadranti occidentali che per questo è anche detta, accademicamente, "tartana occidentale", mentre secondo il Boerio, per quelle adriatiche è comune la locuzione "tartana pescareccia". Ciò si deve all'arrivo su questi mari, all'inizio del Seicento, di pescatori provenzali che introdussero il metodo di pesca poi detto in loro ossequio "alla trattana" (o "alla tratta").
Ebbero qualche sviluppo anche scafi derivati, come la mezza tartana e il tartanone (di circa 100 tonnellate), dal quale a loro volta discendevano (in ordine decrescente di stazza) la tartanetta, la tartanella, il tartanoncino e la tartanina. La tartana, nelle sue varianti, divenne familiare all'ambiente marinaro adriatico e ne Le baruffe chiozzotte di Goldoni (1762) un ruolo centrale è affidato proprio ad un padrone di tartana (Padron Toni), registrando anche per queste rive la diffusione sociale di questa figura.
Come negli altri mari, la tartana si avviò verso un progressivo declino alla fine dell'Ottocento, quando, ad esempio, delle 150 tartane censite a Chioggia nel 1784, ne restavano armate soltanto 2, le altre essendo state rimpiazzate principalmente dai più economici bragozzi.